# Claudine Gay
Pour les articles homonymes, voir Gay.
Claudine Gay, née le 4 août 1970 à New York, est une politologue et universitaire américaine.
Elle est titulaire de la chaire Wilbur A. Cowett de gouvernement et d'études africaines et afro-américaines à l'université Harvard et doyenne de la faculté des Arts et des Sciences de cette université de 2018 à 2023. Ses recherches portent sur le comportement politique américain, la politique de race et d'identité.
Elle est présidente de Harvard, première Afro-Américaine à occuper cette fonction, du 1er juillet 2023 au 2 janvier 2024, date de sa démission après des critiques sur son manque de réaction contre l'antisémitisme sur le campus de son université et des accusations de plagiats scientifiques dans sa thèse de doctorat.

## Biographie

### Famille
Claudine Gay naît en 1970 à New York, dans une famille américaine d'origine haïtienne. Ses parents se sont rencontrés à New York alors qu'ils étaient étudiants (sa mère étudiante en soins infirmiers et son père ingénieur).
Elle est la cousine de l'écrivaine Roxane Gay.

### Enfance et formation
Elle passe une grande partie de son enfance d'abord à New York, puis en Arabie saoudite, où son père travaille pour le US Army Corps of Engineers. Sa mère est infirmière diplômée.
Elle fréquente la Phillips Exeter Academy, puis étudie l'économie à l'université Stanford, recevant le prix Anna Laura Myers pour la meilleure thèse de premier cycle en économie. Elle obtient son diplôme en 1992. Elle obtient ensuite son doctorat (1998) de Harvard, remportant le prix Toppan de l'université pour la meilleure thèse en science politique.

### Activités universitaires et responsabilités institutionnelles
Claudine Gay est professeur adjointe, puis professeur associée au département de science politique de l'université Stanford de 2000 à 2006. Au cours de l'année universitaire 2003-2004, elle est membre du Center for Advanced Study in the Behavioral Sciences. Elle enseigne à l'université de Harvard depuis 2006 et, en juillet 2015, elle est élue doyenne des sciences sociales. Elle est nommée doyenne — Edgerley Family Dean — de la faculté des Arts et des Sciences de Harvard, le 15 août 2018.
Ses recherches portent sur le comportement politique américain, la politique de race et d'identité et sur la participation électorale.
Elle est vice-présidente de la Midwest Political Science Association.
En 2018-2019, elle convoque un comité d'examen qui décide de suspendre le professeur d'économie Roland Fryer pour avoir prétendument eu un comportement sexuellement inapproprié avec l'un de ses assistants et au moins quatre autres employés,.
Depuis 2017, elle est administratrice de la Phillips Exeter Academy.
Le 15 décembre 2022, elle est élue 30e présidente de l'université Harvard et première Afro-Américaine à cette fonction. Elle prend ses fonctions le 1er juillet 2023. Un double scandale, portant sur sa gestion de l'antisémitisme sur le campus suivi d'accusations de plagiat, l'oblige à annoncer sa démission le 2 janvier 2024. Elle reste « Professor of Government and of African and African-American Studies » de cette université.

## Controverses
Le 5 décembre 2023, lors d’une audition devant le Congrès des États-Unis dans le contexte du mouvement étudiant contre la guerre à Gaza, à la question de la représentante républicaine Elise Stefanik qui assimilait les appels de certains étudiants à l’« Intifada » à une exhortation à « un génocide contre les juifs en Israël et dans le monde », Claudine Gay répond que ces appels « peuvent être » considérés comme une violation du code de conduite de Harvard, « selon le contexte ». Elle précise ensuite : « La rhétorique antisémite, lorsqu'elle se transforme en conduite qui équivaut à de l'intimidation, du harcèlement, est une conduite passible de poursuites et nous agissons »,. Cette réponse déclenche une large controverse et le Congrès américain ouvre une enquête sur ce qu’il a qualifié d’« antisémitisme endémique » sur les campus. Claudine Gay présente ensuite ses excuses, reconnaissant que ses mots avaient « amplifié la détresse et la douleur ».
Quelques jours plus tard et au milieu de cette polémique, un article du média conservateur The Washington Free Beacon affirme que Gay a plagié des parties de quatre publications universitaires entre 1993 et 2017, y compris certaines parties de son doctorat obtenu en 1997. Examinant ces allégations, The Harvard Crimson, journal de l'université Harvard, écrit que plusieurs extraits « semblent violer les politiques actuelles de Harvard concernant le plagiat et l'intégrité académique ». Selon le quotidien français Libération, au contraire, « l’instance dirigeante de l’université communiquant dans la foulée que « d’éminents politologues » avaient, à la demande de Gay, inspecté ses écrits, identifié « quelques exemples de citations inadéquates », mais «aucune violation des standards de Harvard» en matière de plagiat. » Un rapport mis à jour a trouvé deux cas supplémentaires de « langage redondant sans attribution appropriée » dans sa thèse.
Elle garde le soutien de la « communauté éducative » jusqu'à la mi-décembre, mais après que plus de 70 parlementaires, dont deux démocrates, ainsi que des anciens étudiants et des donateurs de renom aient réclamé son départ, elle démissionne de cette fonction (et redevient simple professeur) en janvier 2024. Sa présidence, environ 6 mois, est la plus courte de l'histoire de l'université.

## Publications
- 1998 : « Doubly Bound: The Impact of Gender and Race on the Politics of Black Women », avec Katherine Tate, Political Psychology, Vol. 19, n° 1 mars 1998, p. 169-184 [lire en ligne].
- 2001 : « The Effect of Black Congressional Representation on Political Participation », American Political Science Review, Vol. 95, n°3, septembre 2001 [lire en ligne] [PDF].
- 2001 : The Effect of Minority Districts and Minority Representation on Political Participation in California, Public Policy Institute of California, 114 p. [lire en ligne] [PDF].
- 2002 : « Spirals of Trust? The Effect of Descriptive Representation on the Relationship Between Citizens and Their Government », American Journal of Political Science, Vol. 46, n°4, octobre 2002, p. 717-732 [lire en ligne].
- 2004 : « Putting Race in Context: Identifying the Environmental Determinants of Black Racial Attitudes », American Political Science Review, Vol. 98, n°4, novembre 2004, p. 547-562 [lire en ligne]
- 2006 : « Seeing Difference: The Effect of Economic Disparity on Black Attitudes Toward Latinos », American Journal of Political Science, Vol. 50, n°4, octobre 2006), p. 982-997 [lire en ligne].
- 2007 : « Legislating Without Constraints: The Effect of Minority Districting on Legislators' Responsiveness to Constituency Preferences », The Journal of Politics, Vol. 69, n°2, mai 2007, p. 442-456 [lire en ligne]
- 2012 : « Moving to Opportunity: The Political Effects of a Housing Mobility Experiment », Urban Affairs Review, 48(2): 147-179 [[ lire en ligne]] [PDF]
- (co-dir.) 2013: Outsiders No More? Models of Immigrant Political Incorporation, avec Jacqueline Chattopadhyay, Jennifer Hochschild & Michael Jones-Correa, Oxford University Press, 2013  (ISBN 9780199311316).
- 2014 : « Knowledge Matters: Policy Cross-pressures and Black Partisanship », Political Behavior, Vol. 36, n°1, mars 2014, p. 99-124 [lire en ligne].
- 2017 : « A Room for One’s Own? The Partisan Allocation of Affordable Housing », Urban Affairs Review, Volume 53, n°1, janvier 2017 p. 40-70 [lire en ligne].